# أمينة راني كيلجيفانو
كانت أمينة راني كيلجيفانو (ولدت حوالي 1745-توفيت بعد 1759) حاكمة جزر المالديف منذ عام 1757 حتى عام 1759، كسلطانة وريثة. وقد كانت اميرة منذ عام 1753 حتى عام 1757.
كانت أمينة ابنة السلطان محمد عماد الدين الثالث، شقيقة أمينة كبافانو والسلطان الحاج محمد. في عام 1752، اختطف علي رجا حاكم كانانور والدها وسُجِنَ في لاكاديفس. كانت عمتها، أمينة كبافانو، وصية العرش. وبالرغم من ذلك كانت السلطة الحقيقة في الواقع في يد موليجي دوم حسن مانيكو. وفي عام 1753 نجحت أمينة في استخلاف عمتها حاكماً صورياً نائبة لوالدها. وظلت عمتها في هذا المنصب حتى عام 1757. بعد وفاة والدها عام 1757، استخلفته كملكة وأصبحت سلطانة جزر المالديف. حكمت حتى عام 1759.
في عام 1759، تم عزل الملكة أمينة لصالح عمها حسن عز الدين. تم وصف خليفها بأنه لطيف مع أقاربه من العائلة المالكة، ويقال إن أمينة «حظيت باحترام كبير» من قبله.

## الألقاب، الكُنى والأوسمة

### الألقاب والكُنى[2]
- قبل 1753: الأميرة أمينة راني كيلجيفانو من جزر المالديف
- 1753-57: الواصية الصورية الأميرة أمينة راني كيلجيفانو من جزر المالديف
- 1757-59: صاحبة السمو سلطانة الأرض والبحر، سيدة الإثني عشر ألف جزيرة وسلطانة جزر المالديف